# لمحبة الله
لمحبة الله (بالإنجليزية: For the Love of God)‏ :هي منحوتة للفنان داميان هيرست قام بها في عام 2007 وهي تتألف من قالب بلاتيني لجمجمة بشرية تعود للقرن الثامن عشر ومرصعة بـ8601 ماسة خالية من العيوب ، بما في ذلك ماسة وردية على شكل كمثرى موجودة في الجبهة والمعروفة باسم نجمة الجمجمة الماسية.